# Phillipsville (Kalifornija)
Phillipsville je naseljeno područje za statističke svrhe u američkoj saveznoj državi Kalifornija. Prema popisu stanovništva iz 2010. u njemu je živjelo 140 stanovnika.